# Charalampos Paulidīs
Charalampos Paulidīs (in greco Χαράλαμπος Παυλίδης; Veria, 6 maggio 1991) è un calciatore greco, centrocampista del Marko.

## Palmarès

### Club

#### Competizioni nazionali
- Gamma Ethniki: 1

Marko: 2024-2025 (gruppo 3)